# HMS Manchester (15)
Pour les autres navires du même nom, voir HMS Manchester.
Le HMS Manchester était un croiseur léger de classe Town en service dans la Royal Navy pendant la Seconde Guerre mondiale.
Sa quille est posée le 28 mars 1936 par la société Hawthorn Leslie and Company, à Tyneside. Il est lancé le 12 avril 1937 et mis en service le 4 août 1938.

## Historique
Durant le mois de septembre 1939, le Manchester sert dans les Indes orientales avec le 4e escadron de croiseurs avant de revenir en Grande-Bretagne le 25 novembre. Il rejoint par la suite la Home Fleet basée à Scapa Flow. Lors d'une patrouille dans les eaux du Nord, il capture le navire marchand allemand Wahehe (en) le 21 février 1940. Il prend part à la campagne de Norvège en 1940, patrouille dans l'Humber puis prend la route de la Méditerranée le 15 septembre. En novembre, il est endommagé par des éclats d'obus du cuirassé italien Vittorio Veneto lors de la bataille du cap Teulada.
Le Manchester retourne en Grande-Bretagne le 13 décembre 1940 et passe les quatre premiers mois de 1941 en carénage avant de repartir patrouiller en zone GIUK pendant l'opération Rheinübung. En juillet, il retourne en Méditerranée, prenant part à une escorte de convoi à destination de Malte. Le 23 juillet, il est touché par une torpille aérienne italienne et est gravement endommagé. Après quelque réparations temporaires à Gibraltar, le navire fait route pour Philadelphie en vue de réparations approfondies. À l'achèvement des travaux le 27 février 1942, il revient à Portsmouth, où des modifications sont effectuées jusqu'à la fin avril. Il rejoint ensuite la Home Fleet à Scapa Flow la première semaine de mai, au cours duquel il escortera les convois russes et patrouillera au Spitzberg.
En août 1942, il retourne en Méditerranée où il participe à l'opération Pedestal. Dans les premières heures du 13 août, le Manchester est torpillé par deux vedettes-torpilleurs CRDA 60 italiens MS 16 et MS 22. Ingouvernable, il est sabordé par des charges explosives pour éviter qu'il ne tombe entre les mains de l'ennemi. 
Ce fut le plus grand navire de guerre coulé par des vedettes-torpilleurs au cours de la Seconde Guerre mondiale.
Le Manchester a obtenu quatre honneur de bataille au cours de son service: un lors de la campagne de Norvège en 1940, un durant la bataille du cap Teulada en 1940, un durant le siège de Malte en 1942 et le dernier lors des convois de l'Arctique en 1942.
En 2009, une expédition de plongée sur l'épave du Manchester a été achevée avec succès.

## Galerie

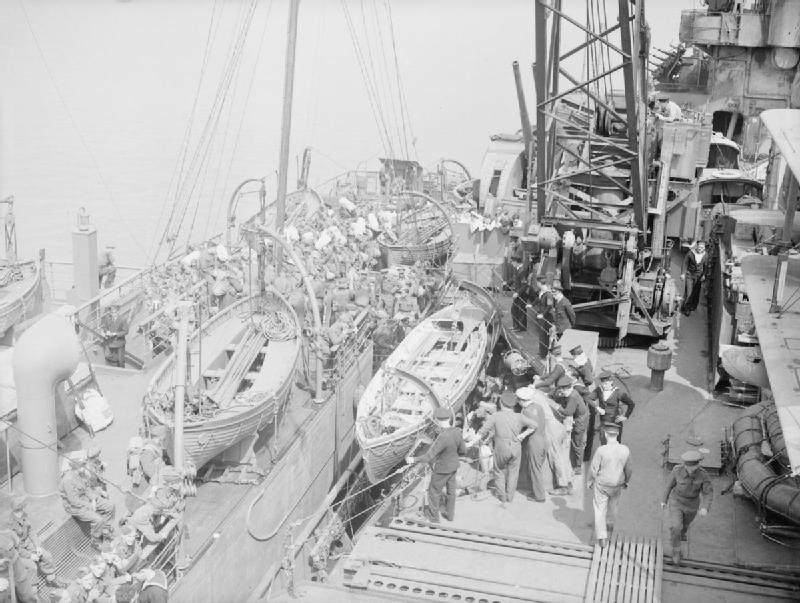
Embarquement des troupes à bord du Manchester en juillet 1941.
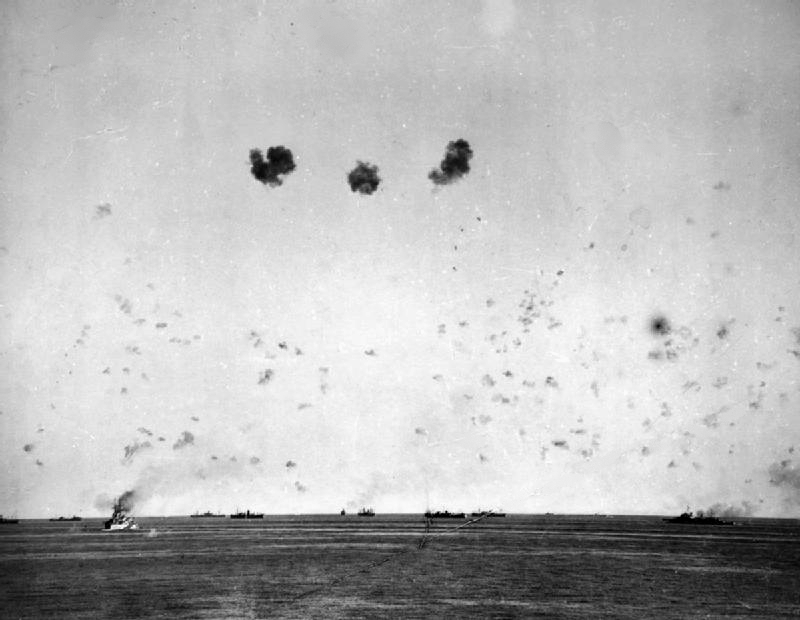
L'opération Pedestal le 11 août: Vue d'ensemble du convoi sous le feu des attaques aériennes. Le cuirassé Rodney est sur la gauche et le Manchester se trouve sur la droite.
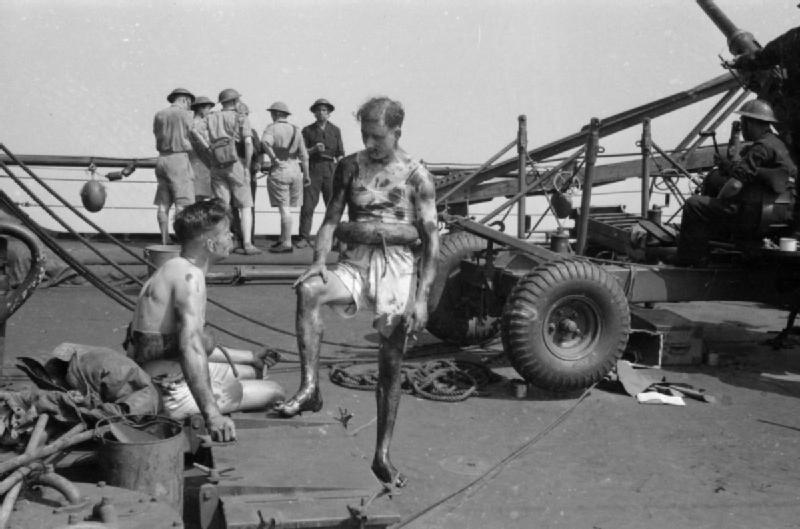
Deux hommes mazoutés prennent une bouffée d'air frais sur le pont du Manchester après avoir été sauvés des flammes provoqués par une torpille aérienne italienne.
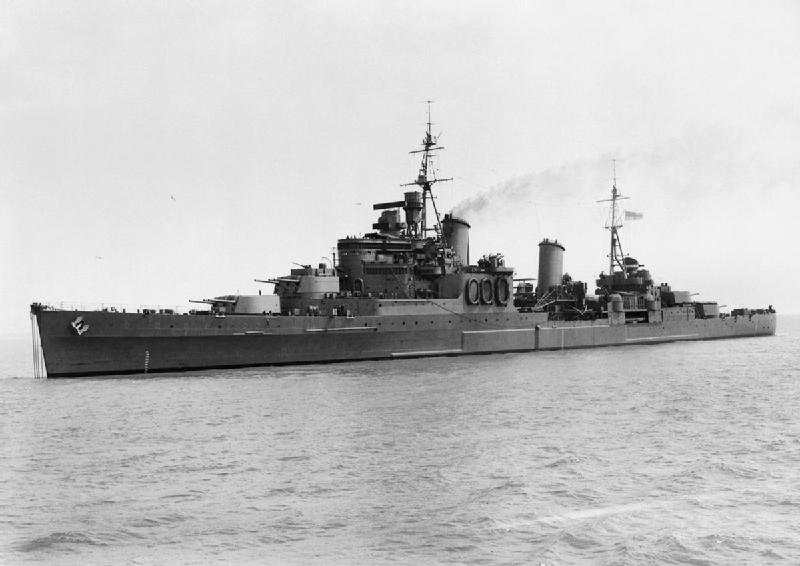
Le Manchester à Spithead pendant la Seconde Guerre mondiale.
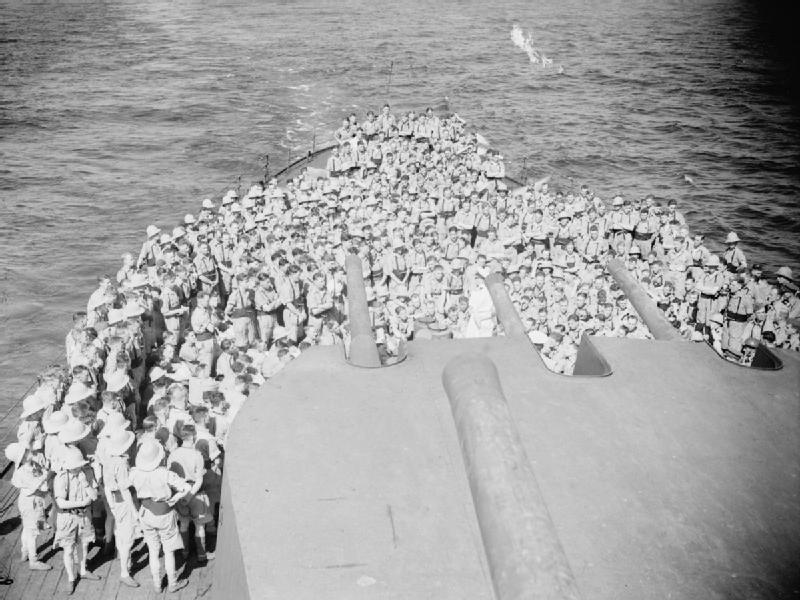
Équipage du Manchester en juillet 1941.
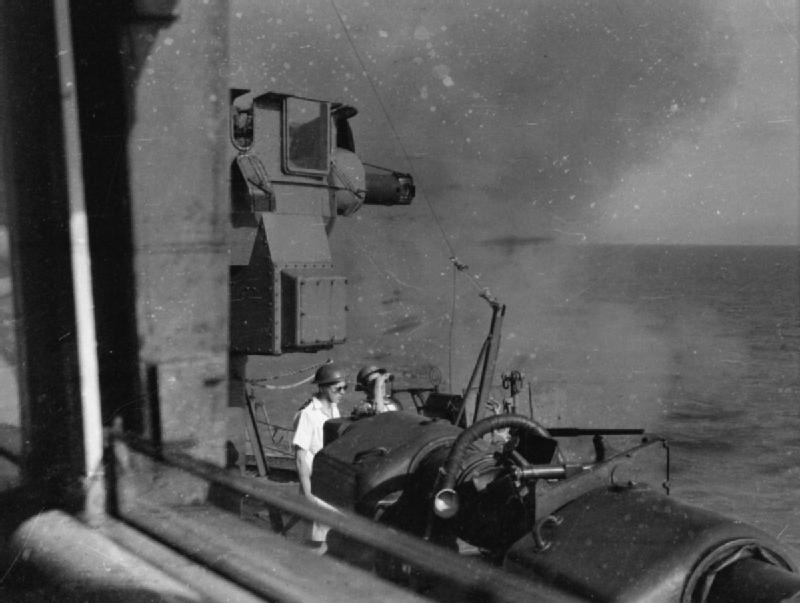
Le Manchester faisant feu sur des avions ennemis entre le 23 et le 25 juillet 1941.